# Jenisbek Piyazov
Jenisbek Piyazov (en uzbeko: Jenisbek Burkitovich Piyazov, 9 de mayo de 1988, Nukus, República de Karakalpakstán) es un cantante de ópera (bajo) uzbeko y karakalpako, ganador del primer premio del concurso de vocalistas republicanos, XII Concurso Internacional "Romance kazajo", XIII Concurso Internacional de Jóvenes Intérpretes de Moscú. del romance ruso. Poseedor del Gran Premio del Concurso Internacional de Vocalistas que lleva el nombre de Muslim Magomaev [2012]. Artista del Pueblo de Uzbekistán (2021), Artista de Honor de Uzbekistán (2014) y la República de Karakalpakstán (2012).

## Biografía
En 2007, Jenisbek Piyazov se graduó en la Facultad de Cultura y Artes de Nukus. Ese mismo año obtuvo el diploma de primer grado en el concurso republicano "Ópera joven" y fue admitido en el Conservatorio Estatal de Uzbekistán con la especialidad de "Interpretación vocal". En 2007 recibió el Premio Nihol. En 2009, trabajó como vocalista en el Teatro Estatal de Ópera y Ballet de Navoi. En 2010, participó en una clase magistral en Minsk, Bielorrusia, bajo la dirección de D. Vdovin y el director Yuri Bashmet. En 2011, se graduó en el Conservatorio Estatal de Uzbekistán con la especialidad de «Cantante Académico». En 2011-2012, fue invitado al Festival Internacional de Ópera Gut-Immling en Múnich, Alemania. Piyazov es profesor en el Conservatorio Estatal de Uzbekistán.

## Familia
- Padre: Piyazov Burkit
- Madre: Saburova Injigul
- Hermanos: Piyazov Akylbek, Piyazov Nurlybek, Piyazov Janibek [5][6]
- Hermanas: Piyazova Baxyt, Piyazova Aynura,

## Actividad creativa
Jenisbek Piyazov participó en influyentes concursos y festivales internacionales celebrados en muchos países del mundo, incluidos Rusia, Azerbaiyán, Bielorrusia, Kazajistán, Francia, España, Portugal, Alemania, Austria, China, Corea, Malasia y otros, entre 2008 y 2010. Interpretó arias de óperas como "El barbero de Sevilla (obra teatral)", "Les pêcheurs de perles", "Don Giovanni", "Giulio Cesare", "Eugene Onegin (ópera)", "Las bodas de Fígaro", Maysaraning ishi" y "Husayn Boyqaro". Su participación en la promoción del arte vocal en su tierra natal contribuyó a su fama como cantante talentoso. En particular, obtuvo el primer lugar en el XIII Concurso Internacional de "Русский романс" celebrado en Moscú entre jóvenes intérpretes, el primer lugar en el V Concurso Internacional de Vocalistas Bibigul Tulegenova en Astana y el segundo lugar en el V Concurso Internacional "Бюль-Бюль". en Bakú, Azerbaiyán.
Piyazov recibió el título de "Qoraqalpog'iston Respublikasida xizmat ko'rsatgan artist" ("Artista de Honor de la República de Karakalpakstán") en 2012. Ese mismo año, obtuvo el gran premio en el II Concurso Internacional Vocal "Muslim Magomaev" en Moscú. Desde septiembre de 2013, Jenisbek Piyazov participa constantemente en importantes programas de conciertos estatales y en el festival internacional "Sharq Taronalari".
En 2014, Jenisbek Piyazov participó en el proyecto "Gran Ópera".
Se unió a la gira de conciertos de la Orquesta Qurmangazi en Aktobe en 2018.
En 2018, en el concierto "Open Spring" celebrado en el Palacio de los Foros Internacionales "Uzbekistán", interpretó "My Way" de Frank Sinatra.
En 2019, se convirtió en el primer uzbeko en actuar en el prestigioso escenario de La Scala de Milán, Italia.

## Actuación pública
| Conciertos en solitario |                                            |                                  |                     |
| Fecha                   | Nombre                                     | Ubicación                        | Ciudad              |
| 2017                    | Per Amore                                  | Palacio "Amistad de los Pueblos" | Taskent, Uzbekistán |
| 2018                    | Dedicado a la memoria del Muslim Magomayev | Palacio "Amistad de los Pueblos" | Taskent, Uzbekistán |
| 2019                    | Falsh Nota                                 | Palacio "Amistad de los Pueblos" | Taskent, Uzbekistán |

## Premios
- En 2007 "Premio Nihol" [15]
- En 2010 Medalla "Shukhrat" [16]
- En 2012: "Qoraqalpog'iston Respublikasida xizmat ko'rsatgan artist" ("Artista de Honor de la República de Karakalpakstán")
- En 2014: Artista del Pueblo de Uzbekistán[17]
- En 2021: Artista de honor de Uzbekistán[18]
- Insignia de honor “Por los méritos en el desarrollo de la cultura y el arte” (27 de noviembre de 2020, Asamblea Interparlamentaria de la CEI) [19]
- 1.er puesto en el Gran Premio del Segundo Concurso Internacional que lleva el nombre de Muslim Magomayev (Moscú) [20]
- Laureado del “XIII Concurso Internacional de Moscú de Jóvenes Intérpretes de Romance Ruso Romansiada-2009”
- 2.º premio en el Concurso Vocal Internacional Bulbul. [21]